# Comanda de Perpinyà
La comanda (o sotscomanda) de Perpinyà fou el convent urbà més important de l'orde del Temple a la Catalunya Nord, i la principal de les sotscomandes de la batllia del Masdéu que va compartir amb aquesta la capitalitat del Temple rossellonès. Com en gairebé totes les capitals de Catalunya, l'orde del Temple va tenir una comanda a la capital del Rosselló. És a dir, una comanda urbana on, com a Barcelona, l'orde desenvolupà activitats mercantils i polítiques pròpies de la ciutat, mentre que la del Masdéu es dedicà fonamentalment a l'explotació agropecuària i a l'administració territorial.

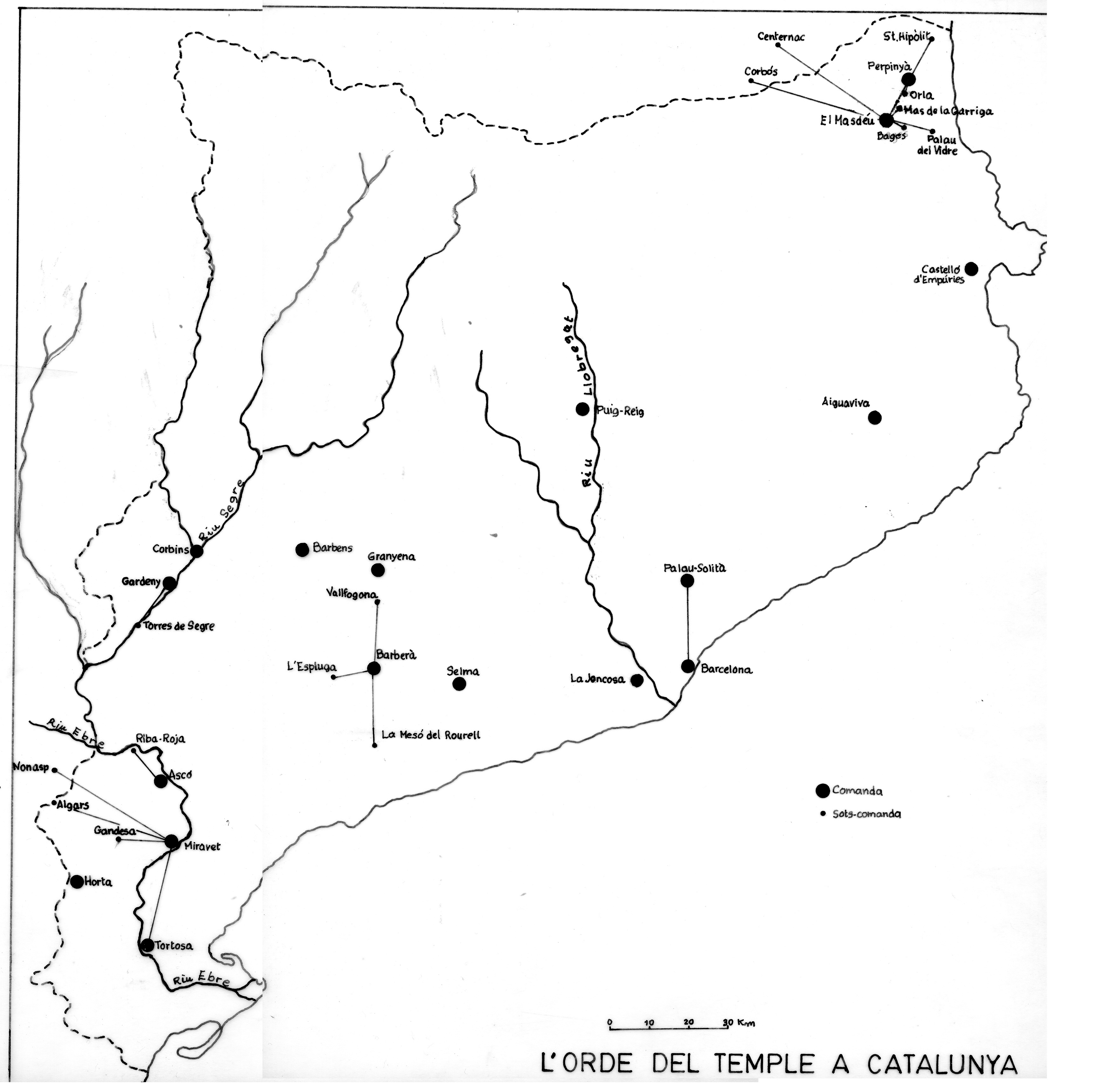
Mapa de les comandes i sotscomandes del Temple a Catalunya (Fuguet, 1989, apèndix gràfic, 3d)

## Història

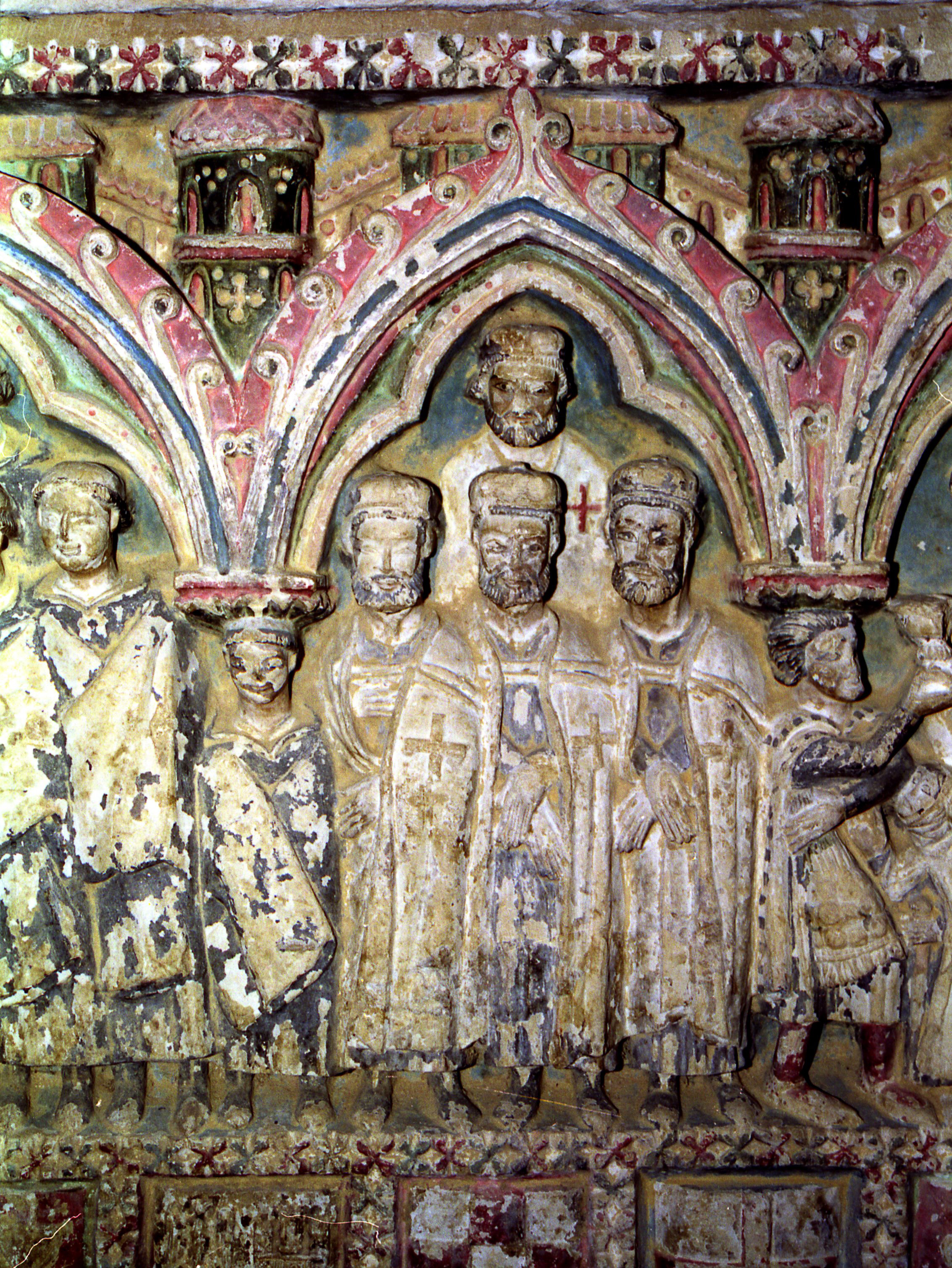
Grup de cavallers del Temple. Detall d'un relleu lateral del sepulcre de l'Infante D. Felipe. Villalcázar de Sirga, Palència.

Tot i que no es troba documentat un comanador templer de Perpinyà fins al 1209, des de molt aviat començaren a rebre propietats a la ciutat. El patrimoni urbà del Temple a Perpinyà començà a formar-se l'any 1139 amb la donació d'uns béns que els feu Guillem Gairard i el seu germà. A partir d'aleshores, l'orde desplegà la seva estratègia sobre les famílies notables de la vila per tal d'obtenir altres donacions (immobiliàries o econòmiques) de cara a instal·lar una casa o comanda a la ciutat. De seguida reberen altres beneficis dels comtes i de diferents membres de l'oligarquia urbana (de Ramon Esteve, Pere Ermengol, Bernat de Rennes, entre d'altres). Fou així com, a poc a poc el Temple s'anà inserint en el teixit urbà
La direcció d'aquella important comanda de Perpinyà era confiada a administradors experimentats, la majoria dels quals eren frares sergents promocionats treballant a la comanda del Masdéu. Ho foren els dos últims comanadors de Perpinyà, Pere de Camprodon i Jaume d'Ollers, als quals el rei de Mallorca va confiar el càrrec d'administrar el seu patrimoni amb el títol de procurator regis, que venia a ser una mena de ministre d'Hisenda.
A Perpinyà, com feia arreu, el Temple procurà participar en tota mena de negocis que li proporcionessin beneficis. Els principals foren: molins, pesos i mesures, forns, verdures i carn, cuir, draps...

### Els molins
Com en altres comandes catalanes, l'atenció dels templers a Perpinyà es dirigí al control dels molins pròxims a la ciutat, car l'explotació d'aquests gins, principalment bladers, els comportaria importants ingressos, ja que el veïnat tenia l'obligació de portar-hi a moldre el gra. Amb aquella meta, el 1146 compraren, per una quantitat insignificant (probablement saldava un deute) al comte Gausfred III dos molins pròxims a Sant Joan, i un altre al mateix indret, poc després. Després d'aquestes primeres adquisicions, vers els anys setanta se’n documenten d'altres; el 1172, el comte Girard II els cedí els seus molins de Malloles, a l'oest de la ciutat, i més endavant, ja en la segona meitat del segle xiii, 1262, quan l'expansió urbana de la vila arribava a la banda de Sant Francesc, el rei Jaume I els concedia la facultat perpètua d'utilitzar l'aigua que passava pel canal vora els seus estables i horts; una concessió que a la llarga els ocasionaria més d'un problema.

### Drets sobre pesos i mesures
Una altra font d'ingressos notable que obtingueren els templers a Perpinyà fou els drets sobre pesos i mesures de la vila. L'any 1150, el comanador del Masdéu havia obtingut els drets sobre les mesures de l'oli de Perpinyà i les havia cedit a un particular, però l'any 1232 les recuperà el comanador Guillem de Gavaudan
També posseïren diverses taules del mercat de l'oli de la ciutat, un altre bon negoci. Si bé s'ignora quina autoritat els concedí aquells drets sobre les mesures de l'oli, no passa el mateix amb els drets sobre el pes del gra que l'obtingueren l'any 1172 del comte Girard II.
Cap a finals del segle xiii, vers el 1293, era tan important l'interès del Temple per aquests afers comercials que col·laborava en la construcció del nou mercat de blat cobert, que s'edificava vora la porta d'Elna. Jaume II de Mallorca havia ordenat la creació d'una plaça única destinada a la venda de cereals, amb l'exclusió de qualsevol altra plaça i l'afavorí promulgant mesures coercitives que afavorien el Temple

### Els forns
El mateix comte Girard II del Rosselló, mitjançant testament deixà els forns de Perpinyà als templers, al temps que prohibia construir-ne de nous sense el consentiment dels frares. Tanmateix, l'aplicació escrupolosa d'aquest monopoli comportà més d'un conflicte amb altres institucions religioses i amb els ciutadans de Perpinyà. El control dels forns de Perpinyà pels templers constituí per a l'orde una important font d'ingressos.
Segons un capbreu de 1264, a Perpinyà hi havia cinc forns. Tres a la ciutat vella que explotava directament el Temple, mentre que els altres dos, situats a la vila nova, els tenia arrendats i en treien importants quantitats de diner.
La preservació d'importants prerrogatives lligades a la senyoria banal dels forns i de les mesures de Perpinyà constituïa un eix prioritari de la política urbana dels templers. Aquest fet apareix clarament en la salvaguarda que els atorgà Jaume I el 7 d'agost de 1255. En recompensa pels nombrosos serveis rebuts, el rei prenia sota la seva protecció la casa del Masdéu, i totes les cases del Rosselló que li estaven subjectes. De forma especial aquest guidaticum del rei s'aplicà a la casa de Perpinyà.

### El comerç de verdures i carn
Gràcies a la seva forta implantació territorial, els templers disposaven d'emplaçaments ben situats vora els principals punts comercials de la ciutat. Una mostra de l'interés que mostraren per aquest negoci és l'adquisició, l'any 1237 per part del comanador Pere de Malon, d'un porxo que hi havia al davant de la casa del Temple, i pròxim al mercat de fruites i verdures. El porxo, que era de fusta, fou engrandit i reforçat amb pilars i murs de pedra.
També s'interessaren pel comerç de la carn. El 1270, el comanador va establir a tres homes de Perpinyà una caseta situada vora la plaça del blat perquè hi paressin taules per vendre carn. Aquesta implantació permetia als templers estar en contacte amb els ramaders, els carnissers i els pellaires.

### El cuir
A mitjan segle xiii, quan amb Jaume I retornava la tranquil·litat al Rosselló, el Temple s'interessà per la indústria del cuir. Entre altres coses, construïren una adoberia vora la porta de Malloles i donaren en emfiteusi a tres blanquers uns terrenys situats a prop de la "blanqueria Templi" a fi que edifiquessin la seva casa. Sembla que explotaren directament aquest negoci fins a la fi del segle.

### Els teixits
Al mateix temps que el Temple treia profit del negoci del cuir, Perpinyà esdevenia un important centre del comerç dels teixits de luxe importats de Flandes i de l'Artois que es distribuïen per tot Catalunya. El Temple també va voler prendre part en aquest negoci i l'any 1272 arrendava un obrador a Berenguer Cocorell, un dels paraires més importants del Rosselló. El lloguer d'aquest obrador constituí una operació financera molt profitosa pel Temple, car el segle següent el draper en qüestió assolia fama internacional.

### La urbanització del barri de Sant Mateu (o Sant Francesc)
A començaments del segle xii, la ciutat comprenia només l'actual parròquia de Sant Joan, a la qual aviat s'ajuntà el barri del Puig. Aleshores la població s'estengué cap al sud i cap a l'oest, vers les actuals parròquies de Sant Mateu i de la Real. Els barris nous de la vila, extramurs, es van construir entre l'actual plaça dels Peluts i el carrer gran de la Real i l'església de Sant Mateu, i sobretot en els terrenys compresos des de la porta de Malloles fins al límit del barri de Sant Martí.
Aquests terrenys pertanyien majoritàriament als templers que ja tenien en els seus plans la idea de construir cases i crear nous carrers. El primer assaig de concessions de solars per construir és de 1215, quatre terrenys. L'operació urbanística més important tingué lloc quan els templers compraren un mansum amb una trilla, bordes i obradors a Perpinyà el 1232; sobre aquesta trilla es construí el futur barri de Sant Mateu.
Després, a partir de 1241 fins a 1282, els contractes d'establiments ad hedificandum es van multiplicar. La importància numèrica d'aquestes operacions es fa palesa en la gran quantitat de documents del cartulari del Masdéu ("Llibre de la Creu") que tracten de la construcció de cases a prop de la porta de Malloles.
La definitiva construcció del que fou el nou barri de Sant Mateu no es va fer de manera uniforme sinó en dos moments. Primer es construí en el primitiu camí de Malloles, el qual, a començaments del XIII, es deia via Novella o carrer Nou i cap a mitjans del mateix segle carrer de Sant Francesc (ara és el carrer del Mariscal Foch). A partir d'aquesta via principal s'obriren carrerons transversals i paral·lels. Després, les construccions s'estengueren cap al Camp del Colomer, fins a l'hort de Sant Martí.
El barri de Sant Mateu comprenia els carrers —que encara existeixen ara— de la Llanterna, de la Panna (ara Aragó), de l'Hospital, del forn de Sant Francesc, limitats al nord pel carrer Nou. Crida l'atenció l'ordenació en quadrícula hipodàmica d'aquests carrers, fet que denota l'existència d'un pla urbanístic preestablert. Vinas constata que s'edificava a partir d'un plànol on els carrers de vegades apareixien abans que les edificacions.
L'any 1318, després que el Temple fos extingit, la major part dels seus béns, com arreu, foren cedits a l'Orde de l'Hospital de Sant Joan de Jerusalem. Les possessions del Rosselló passaren a formar part del Gran Priorat de Catalunya i es reorganitzaren en tres comandes, el Masdéu, Bajoles i Orla. La resta de sotscomandes dependents del Masdéu esdevingueren priorats. El priorat de Santa Maria del Temple de Perpinyà fou el més important; allí es custodiaren els arxius del Temple i de l'Hospital. Entre 1602 i 1631 regentà aquest priorat el banyolí fra Miquel Agustí, que fou probablement el més important dels priors del Temple de Perpinyà. Tingué especial cura per millorar el patrimoni immobiliari rossellonès, però sobretot és famós per haver estat l'autor del "Llibre del Prior".
A causa de la Guerra dels Segadors (1640), les propietats dels hospitalers de Perpinyà van sofrir notables estralls. Es coneix un memorial dels danys produïts per l'exèrcit espanyol a les cases del barri de Sant Mateu sobre les quals els hospitalers, com a hereus dels templers, percebien importants rendes. Diu el memorial que el barri fou incendiat i que cremaren 172 cases censalistes: "... Ponit que en lo insendi succehit als setze de juny prop passat [1639] en la vila de Perpinyà causat per lo exèrsit del Rey nostre señor que.s retiraren de Catalunya y de fet volgueren alotjarse en dita vila de Perpinyà cremaren en la parrochia de sant Mateu de aquella cent setanta dues cases en señoria directa de dita encomanda”... ".
L'any 1792 els béns hospitalers del Rosselló, que aleshores ja pertanyia al regne de França, foren desamortitzats a conseqüència de la Revolució Francesa.

## La seu de la comanda
De la casa que fou seu de la comanda o convent del Temple de Perpinyà actualment no en queda res. El lloc, que era conegut com el "Coronell del Temple" es trobava limitat pels actuals carrers de Mailly, de l'Angel i de la Campana d'Or; la formaven un conjunt d'edificis que ocupaven una superfície de 7500 m². Segons Pere Vidal, a finals del segle xii, ocupava una ampla part del territori a l'oest de la vila que llavors era de la parròquia de Sant Joan. J. B. Alart en una publicació de 1867 diu que era un vast recinte envoltat d'arcades i botigues darrere les quals s'aixecaven els murs d'un veritable castell, el més fort de la ciutat de Perpinyà, esdevinguda capital del regne de Mallorca, i que a causa del seu caràcter defensiu, l'any 1285 s'hi guardà el tresor i els arxius de la Corona mentre s'estava construint el castell Reial. A dins hi havia l'església de Santa Maria, un forn i la casa.
Malgrat tenir documentada una casa (un mas) del Temple a Perpinyà en el primer terç del segle xiii (1203 i 1233), caldrà esperar a l'últim terç del segle per obtenir informació precisa sobre la seu de la comanda; és un document de 1270 que fa referència a unes obres importants que s'executaren al palacium domus templi villa Perpiniani, consistents en sobre elevar murs, obrir quatre finestres i construir una nova coberta. Per tant, la casa com a tal ja existia, tot i que no se sap des de quan
En els mateixos anys que la casa, es documenta també l'església de Santa Maria del Temple que en formava part (. Tanmateix, com sempre, la documentació medieval és lacònica i no permet conèixer gairebé res de les característiques dels edificis.
Caldrà esperar la informació procedent de les descripcions de les visites priorals d'època moderna realitzades pels comanadors hospitalers i alguns gravats dels segles xvii i xviii per saber com eren els edificis. Malgrat els canvis que amb els segles haguessin sofert els edificis, les visites detallen la ubicació i molts aspectes arquitectònics de la casa que sovint daten de l'edat mitjana. Una visita prioral de l'any 1784 diu que la casa de la comanda es troba dins la parròquia de Sant Joan, al carrer del Temple "que va dels quatre cantons a la bòria". Aquest carrer seguia el traçat de l'actual Campana d'Or.
A partir dels textos de les visites i els gravats d'època moderna es pot veure la ubicació i fer-se una idea de la tipologia i les parts que formaven el conjunt edificat. Era una mena de castell-palau situat vora la muralla, potser adossat a ella, i devia ser un tipus de convent urbà fortificat semblant als de Barcelona, Tortosa i Mallorca, si més no pel que fa a la situació estratègica.
Les guerres del segle xvii degueren deixar bastant mal parada la casa i les seves muralles, car en la reforma de les fortificacions de la ciutat feta per Vauban el 1670 no s'aprofità la part de la muralla de davant del Temple i se’n feu una altra vers el nord-oest per protegir la Vila Nova. Amb aquesta ampliació, la casa del Temple quedà definitivament allunyada del mur; potser fou aleshores quan es convertí en el palau urbà que descriuen els documents del xviii.
Aquest palau, que coneixem amb força detall gràcies a la visita de 1784, tenia en primer lloc un gran atri o entrada a mà esquerra de la porta, l'«estudi» o arxiu general on es custodiaven els tresors i els documents de la comanda. Al mateix atri, a la dreta, hi havia la sagristia, que comunicava amb l'església, i després el celler. Al fons de l'entrada hi havia la porta principal, per on es pujava a la planta noble, i més endins de l'escala hi havia un pati o celobert que sembla que cobria el celler. Aquest detall i d'altres fan pensar que era un pati a nivell d'entresolat que comunicava amb l'hort.
Al voltant del pati es distribuïen les habitacions en els dos pisos que tenia la casa. Al damunt de l'atri o entrada, com és habitual en aquests palaus, hi havia la sala amb finestres grans que guaitaven al carrer del Temple. A ambdós costats, és a dir, damunt de l'arxiu i de la sagristia, hi havia habitacions amb alcova i balcons que donaven al carrer principal. La que corresponia a la sagristia comunicava amb un corredor que donava al cor de l'església. Alguna d'aquestes habitacions tenia el sostre pintat.
Al costat del palau hi havia una casa petita que feia les funcions de magatzem i el «forn del Temple», que era un dels cinc forns de la ciutat que l'Orde posseïa en monopoli.

## Església de Santa Maria
L'església (consagrada vers l'any 1275) estava situada en el pla terrer. A partir de les descripcions dels documents hom se l'imagina d'una sola nau, amb capçalera plana, i coberta d'embigat de fusta sostingut per arcs diafragma que extradosaven horitzontalment per permetre un pis al damunt. Aquest detall es veu reflectit en els documents: "e més visitaren las parets y bòvada de dita sglésia la qual està cuberta ab pots de fusta y bigas y sobre dita sglésia y ha un gran aposiento sota taulada".
	Tenia la sagristia al costat esquerre de la capçalera i el cor damunt del presbiteri aquesta ubicació del cor apareix també al Masdéu i a Gardeny. La sagristia es comunicava amb l'atri de la casa i amb el primer pis mitjançant una escala de caragol; el cor es comunicava amb la planta noble.
	Presidia l'altar major una imatge de la Mare de Déu de talla policromada, que tenia al costat altarets amb Sant Miquel, Sant Joan Baptista i Sant Nicolau (advocacions molt usuals a les esglésies de templers). Dins de l'església hi havia "una tomba y algunas pedres que designen lo vas de alguns cavallers de dita Religió".
	L'església de Santa Maria del Temple de Perpinyà que podem albirar a través dels documents, es devia assemblar a les capelles homònimes de les comandes urbanes de les altres ciutats del Principat Barcelona i Tortosa; dissortadament només resta en peu la de Palau de Barcelona

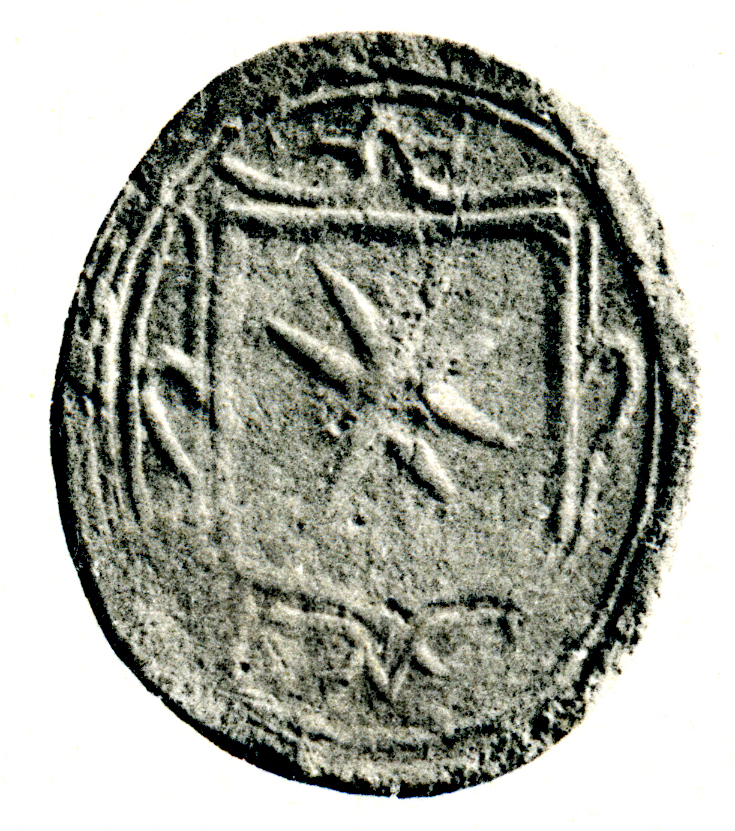
Segell del Priorat de Santa Maria del Temple de Perpinyà, any 1668. (F. de Sagarra, Sigil·lografia Catalana, III, núm. 5741).

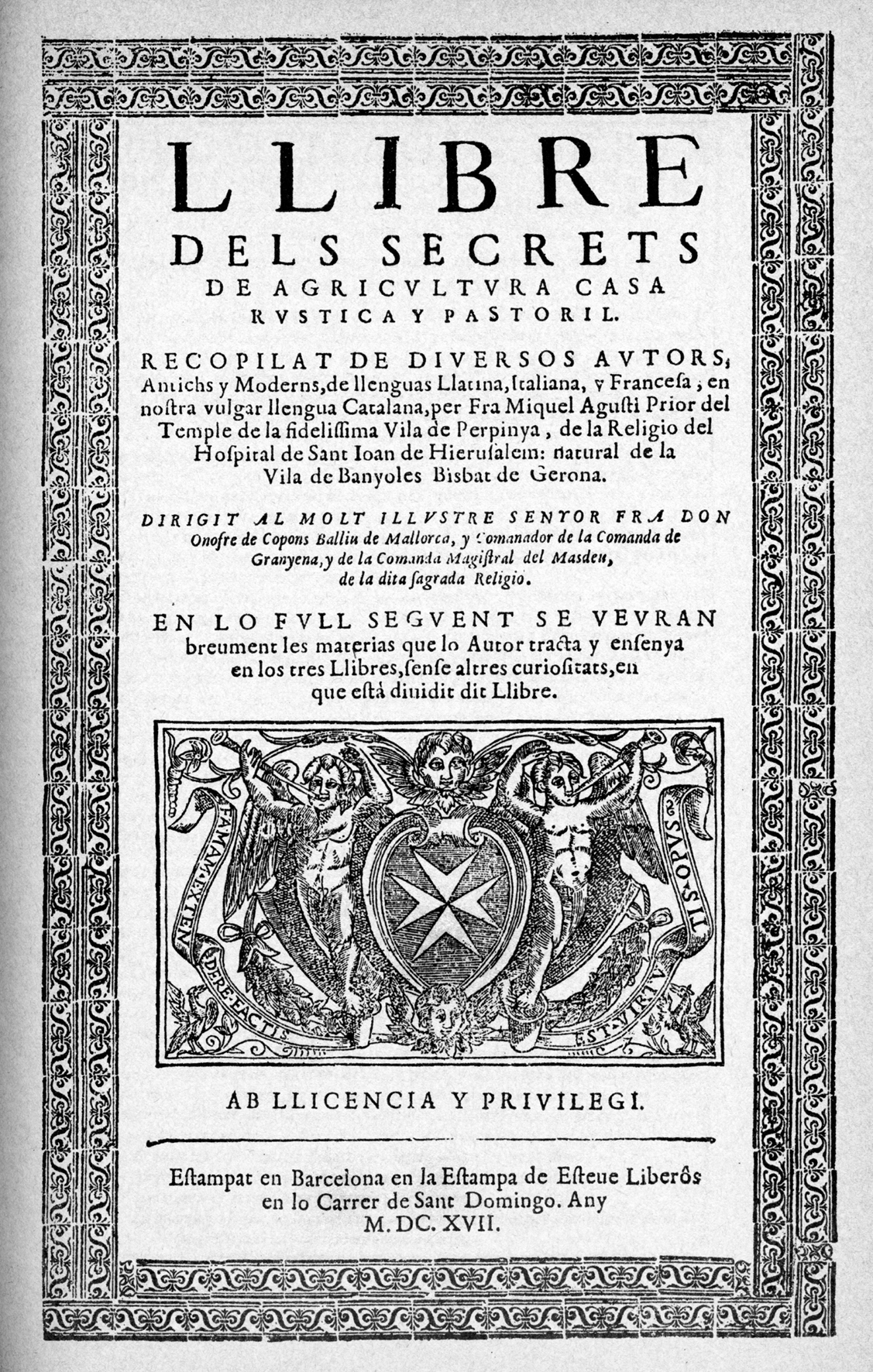
Coberta de la primera edició del "Llibre del Prior", any 1617.

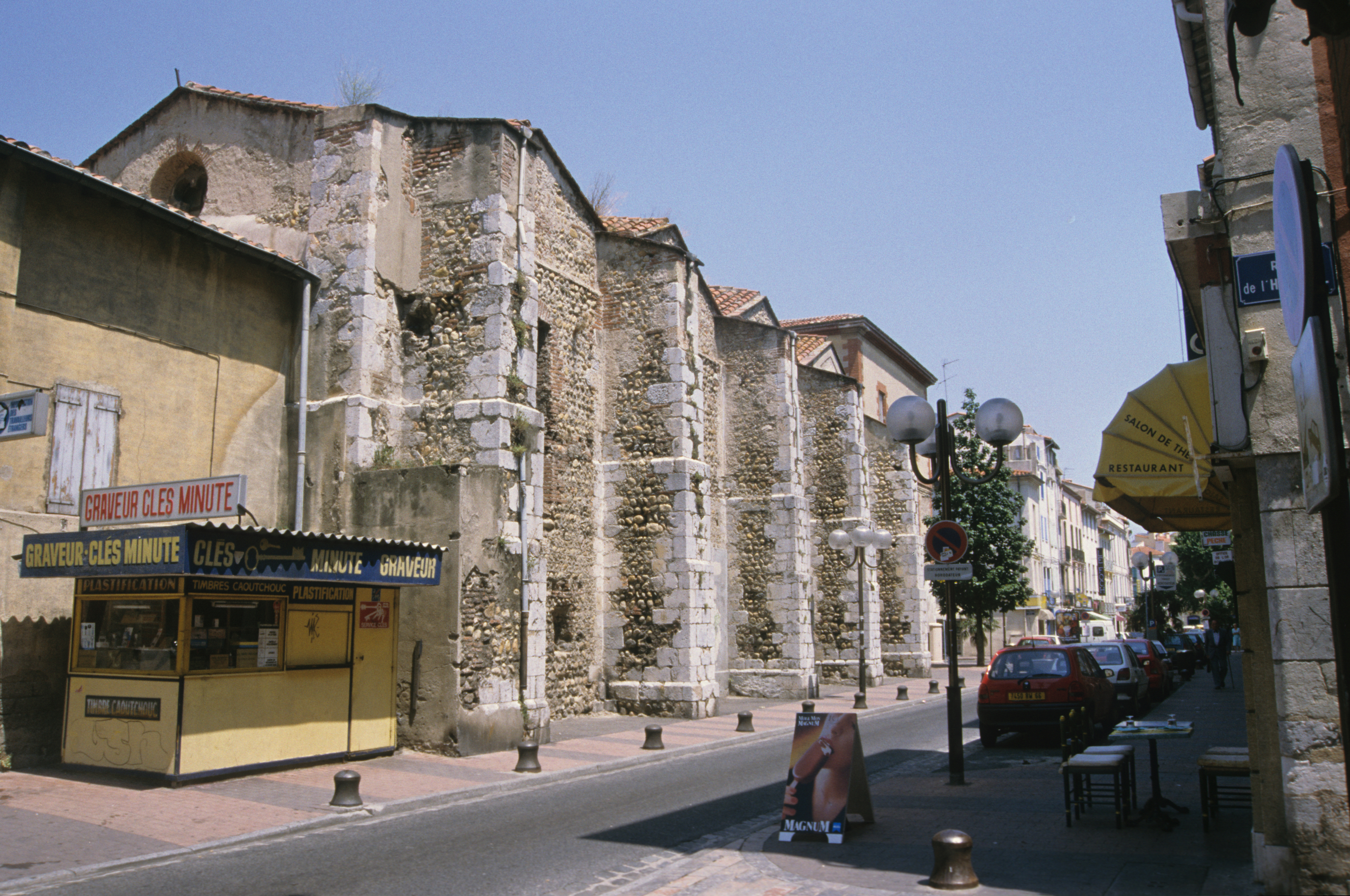
Perpinyà. Santa Maria dels Àngels. Església del barri de Sant Mateu que podria haver sigut del Temple. Desafectada des de la Revolució Francesa.

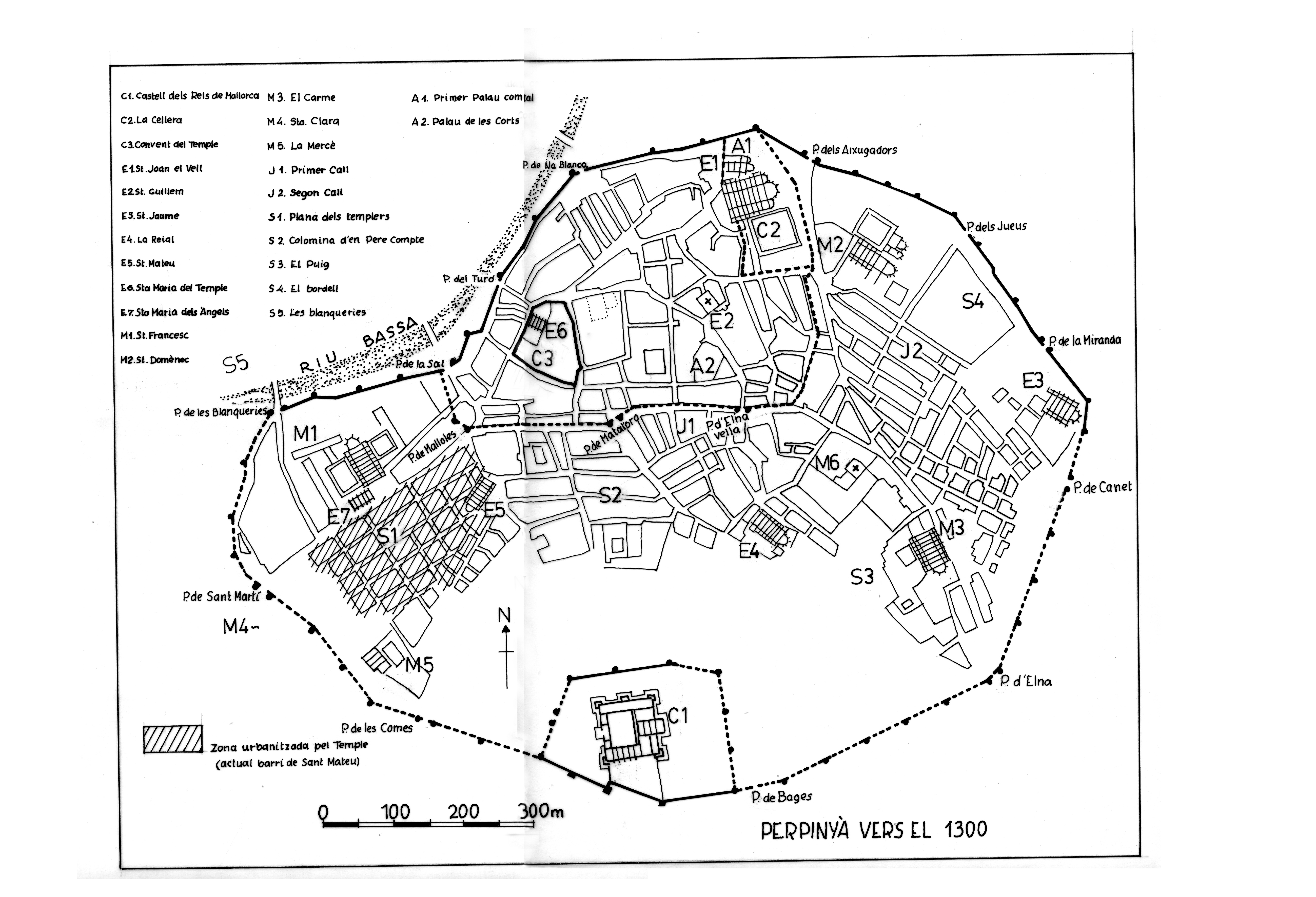
Planta de la ciutat de Perpinyà el ; al ratllat s'observa el barri de Sant Mateu urbanitzat per l'orde del Temple. (Fuguet, 1989, apèndix gràfic núm 90)

## Llista de Comanadors de Perpinyà
- Balaguer 			set. 1209-abr. 1213
- Pere Guillem 			ag. 1214-juny 1222
- Cabot				març 1229
- Pere				març 1230
- Guillem de Gavaudan		abr.-juny 1232
- Cabot				abr. 1233-jul. 1234
- Guillem Garsó			set. 1235-des. 1238
- Guillem de Sant Esteve		set. 1239-juny 1240
- Joan de Sacirera		març-des. 1241
- Pere de Sant Romà		març 1242-ag. 1244
- Guillem de Castellnou		nov. 1244-feb. 1245
- Bernat de Montsó		feb. 1245-gen. 1246
- Pere d'Aspà			jul.-nov. 1246
- Bernat de Montsó		gen. 1247-set. 1248
- Cabot				oct. 1248-feb. 1249
- Guillem de Castellnou		maig 1249
- Joan de Sacirera		des. 1249
- Guillem de Sant Esteve		des. 1252-nov. 125
- Bernat de Montsó		1255
- Pere de Cànoes		 març 1255
- Ramon de Vilanova		nov. 1255-març 1257
- Pere Sabater			ag. 1257
- Pere de Palafrugell		gen. 1258
- Pere Sabater			març 1258-juny 1259
- Jaume de Vallcarca		feb. 1260-oct. 1262
- Pere Sabater			des. 1262-maig 1273
- Joan Grony			maig 1273
- Pere Sabater			juny 1273
- Joan Grony			set. 1273-març 1275
- Pere de Camprodon		juny 1275-març 1288
- Jaume d'Ollers			des. 1289-oct. 1307